# Zygmunt Wróblewski
Zygmunt Florenty Wróblewski (28. říjen 1845, Hrodno – 16. duben 1888, Krakov) byl polský chemik a fyzik narozený na území dnešního Běloruska.

## Životopis
Narodil se v Hrodně, tehdy patřícím Rusku. Studoval na univerzitě v Kyjevě. Kvůli spoluúčasti na lednovém povstání roku 1863 odešel do exilu. Studoval v Berlíně a Heidelbergu, v roce 1879 pak obhájil dizertační práci na Mnichovské univerzitě a stal se asistentem profesora na univerzitě ve Štrasburku. V roce 1880 se stal členem Polské akademie věd (Polska Akademia Umiejętności).
Již profesor Caillet na École normale supérieure v Paříži ho uvedl do studia kondenzace plynů. Poté, co přijal nabídku vést fakulty fyziky na Jagellonské univerzitě v Krakově, začal studovat plyny ještě intenzivněji a brzy k tomu spojil síly s fyzikem Karolem Olszewskim. 29. března 1883 použili novou metodu při kondenzování kyslíku a 13. dubna téhož roku i dusíku.
V roce 1888 při zkoumání fyzikálních vlastností vodíku převrátil petrolejovou lampu a zle se popálil. O několik dní později umřel na následky popálenin v Krakovské nemocnici. Karol Olszewski pokračoval úspěšně v experimentech, s použitím vylepšeného kaskádového přístroje, oxidu uhličitého a vroucího ethylenu ve vakuu.